# اینزاک
اینزاک (نیز اینزاگ، انزاک، آنزاک؛ در آثار قدیمی انشاگ) خدای اصلی پانتئون دیلمون بود.

## در دیلمون

### نام و شخصیت
اینزاک یکی از دو خدایی اصلی دیلمون (دیگری مسکیلاک) بود. این نظر مطرح شده است که او با درخت خرما در ارتباط بوده است. املای نام او درجه‌ای از تنوع را نشان می دهد، صورت‌های انزاگ، انزاک و آنزاک نیز گواهی شده‌اند. املایی که با نشانهٔ میخی in آغاز می‌شود در منابعی که از خود دیلمون به دست آمده، غلبه دارد. درباره منشأ نام در میان پژوهشگران اختلاف وجود دارد.

### پرستش
برخلاف منابع بین‌النهرینی که معمولاً اینزاک را خدای دیلمون می‌نامند، خود دیلمونی‌ها معمولاً از او به عنوان خدای آگاروم یاد می‌کردند.

### ارتباط با سایر خداییان
مسکیلاک همسر اینراک بود. جرمی بلک و آنتونی گرین پیشنهاد دیگری دادند که ممکن است او را مادر اینزاک در نظر گرفت.
اندرو آر جرج اشاره می‌کند که ارتباط فرضی بین انکی و اینزاک با منابع بین‌النهرینی مطابقت دارد که در آن خدای اخیر گاهی به دیلمون مرتبط می‌شود.

## در بین‌النهرین
اینزاک در منابع بین‌النهرین نیز گواهی شده است. قدیمی‌ترین نمونه در یکی از استوانه‌های گودئا آمده که نام او به صورت dNin-zà-ga («ارباب پناهگاه») ترجمه شده است. در این کتیبه آمده که خدای بین‌النهرینی، نینگیرسو، به او دستور داده است که در زمان ساخت انینو، مقدار زیادی مس در اختیار گودئا قرار دهد.

### ارتباط با سایر خداییان
در نسخهٔ متاخر فهرست خدای آن = آنوم (ša amēli)، اینزاک همتای نابو است.

### اساطیر
اینزاک در اسطوره انکی و نینهورساگ ظاهر می‌شود.

## در عیلام
اینزاک در شوش در غرب عیلام نیز پرستش می‌شد.